# Vincenzo Patanè
Vincenzo Patanè (Acireale, 24 dicembre 1953) è un giornalista, critico cinematografico, scrittore e attivista gay italiano.

## Biografia
Ha vissuto l'infanzia nella cittadina siciliana, per poi trasferirsi a nove anni a Napoli, dove si è laureato in Lettere, con una tesi in Filologia romanza (sul Libro de Buen Amor), e ha conseguito il Diploma nella Scuola di Perfezionamento di Storia dell'Arte Medioevale e Moderna, con una tesi in Storia dell'arte contemporanea (sulla rivista La fotografia artistica). Dopo aver insegnato quattro anni a Napoli, presso la Scuola militare Nunziatella, dal 1981 vive a Venezia, dove ha insegnato Storia dell'Arte, dal 1986 fino al 2017, presso il Liceo Artistico Statale. 
È autore di numerose monografie sull'arte, sulla letteratura, sul cinema e sulla storia del cinema (in particolare quello a tematica LGBT), e sulla storia e la cultura gay, in particolare sul rapporto fra omosessualità e cultura islamica.
Ha poi curato libri d'arte, tra cui Eros e mito - Achille e Chirone di Marco Silombria e Delos - Le peintre des dieux, héros et mythologies di Delos (Frédéric Desclos)..
Nel 2000 è stato protagonista del documentario A qualcuno piace gay, sotto la direzione di Anton Giulio Onofri, che rilegge in chiave cronologica il cinema italiano a tematica omosessuale. Il documentario si ispira all'omonimo libro dello stesso autore. Ha fatto parte di giurie di Festival come il 18º Festival internazionale di film con tematiche omosessuali di Torino (2003), la 1ª edizione del Queer Lion Award (collegata alla 64ª Mostra del Cinema di Venezia nel 2007), il 7º Festival Internacional de Cinema Gai i Lèsbic de Barcelona (2007), la 13ª edizione del Mestre Film Fest (2010), il 1° Sardinia Queer Short Film Festival di Cagliari (2012) e il 28º Festival MIX di Milano (2014). Ha partecipato collaborato al 12° Queer Lisboa/Festival de Cinema Gay e Lésbico de Lisboa (2008). Ha collaborato con le università di Venezia, Trento e Mannheim e con l'Accademia di Belle Arti di Venezia.
Da oltre un trentennio collabora con l'Ufficio Cinema del Comune di Venezia e alla sua pubblicazione Circuito Cinema, ideando e organizzando numerose rassegne, anche nell'ambito dell'Associazione Amici del Circuito Cinema di Venezia. Per conto di Palazzo Grassi ha organizzato le rassegne cinematografiche Ombre ammonitrici. Il cinema espressionista tedesco (1997) e Pablo Picasso: dalla pittura al cinema (1998).
All'attività di critico Patanè affianca quella giornalistica, soprattutto su arte, cinema, letteratura e islam. Dal 1990 ha contribuito, in qualità di responsabile del settore cinema, a testate come Babilonia (1990-2004), Pride (2004-2018) e ai siti Terence, Culturagay.it e Cinemagay.it. Ha più volte partecipato, con la sua rubrica Zigzagando, alla trasmissione "L'altro martedì" di Radio Popolare. Inoltre, ha scritto per numerose altre testate, anche con lo pseudonimo di Luca Sclabas, e cataloghi di cinema, arte e fumetti.
Scrive su numerose riviste, tra cui FMR, Touring e Luce e ombra.
Ha partecipato - sia dal vivo sia per televisione o radio - a numerosi dibattiti, incontri, conferenze, tavole rotonde, presentazioni e relazioni, in particolare nell'ambito della cultura gay.
I suoi ultimi libri sono stati incentrati sul suo più grande interesse culturale: Lord Byron, il quale è stato anche oggetto di conferenze, relazioni, incontri, tavole rotonde. Grazie ad essi ha conquistato alcuni premi.
Nel 2019 ha ricevuto il Premio Speciale di Alto Merito al Concorso Internazionale Poesia e Narrativa "Lord Byron Porto Venere Golfo dei Poeti", per il libro I frutti acerbi. Lord Byron, gli amori & il sesso.
Il 29 gennaio 2020 gli è stato assegnato, presso l'hotel Danieli a Venezia, il "Premio Speciale Montale Fuori di Casa 2020" per il libro L'estate di un ghiro - Il mito di Lord Byron.
Grazie a Intervista impossibile a Lord Byron & altri saggi ha vinto nel 2022 il "Premio Intercontinentale di Arte Letteraria Le Nove Muse" (sezione narrativa edita e saggistica "Fonte di Ippocrene") e il "Premio Intercontinentale di Arte Letteraria Il Canto di Dafne" (sezione Narrativa edita e Saggistica), nel 2023 il Premio Letterario Internazionale "Parole in transito" (sezione Narrativa edita).
Il 15 luglio 2023 ad Acireale, la sua città natale, è stato insignito del Premio "Aci e Galatea 2023", alla sua cinquantottesima edizione, per "la sua eccellente carriera di scrittore".
Dal 2022 ha fatto parte, fino al 2024, della giuria del Premio Lord Byron Porto Venere Golfo dei Poeti, di cui, in particolare, cura la sezione su Lord Byron e il Romanticismo inglese.

## Vita privata
L'8 ottobre 2016 si è unito civilmente a Venezia con il suo compagno Giacomo Caruso, docente di inglese.

## Opere
- Ebano nudo (Rebellato, Fossalta di Piave, 1982).
- Cinema e pittura (Ufficio Attività Cinematografiche del Comune di Venezia, Venezia, 1992).
- Vincenzo Patanè, A qualcuno piace gay: guida al cinema gay e lesbico in videocassetta, collana La libreria di Babilonia, Babilonia, 1995, ISBN 978-88-86386-07-4.
- Derek Jarman (Ufficio Attività Cinematografiche del Comune di Venezia, Venezia, 1995).
- Shakespeare al cinema (Ufficio Attività Cinematografiche del Comune di Venezia, Venezia, 1997).
- "L'omosessualità nel cinema americano 1987/1998" e "Breve storia del cinema italiano con tematica omosessuale" (in Vito Russo, Lo schermo velato, Baldini & Castoldi, Milano, 1999, ISBN 88-8089-403-X).
- Arabi e noi. Amori gay nel Maghreb (con un saggio di Gianni De Martino, DeriveApprodi, Roma, 2002, ISBN 88-87423-55-5).
- L'altra metà dell'amore. Dieci anni di cinema omosessuale (DeriveApprodi, Roma, 2005, ISBN 88-88738-84-3).
- "Eros e mito - Achille e Chirone" (in Eros e mito - Achille e Chirone di Marco Silombria, Intergraph, Torino, 2006).
- "Homosexuality in the Middle East and North Africa" (in Gay Life and Culture: A World History, a cura di Robert Aldrich, Thames & Hudson, Londra, 2006, ISBN 978-0-500-25130-0).
- "L'immaginario gay e il cinema" (in We will survive!, a cura di Paolo Pedote e Nicoletta Poidimani, Mimesis, Milano, 2007, ISBN 978-88-8483-567-3).
- "L'omosessualità nel Medio Oriente e in Nordafrica" (in Vita e cultura gay. Storia universale dell'omosessualità dall'antichità a oggi, a cura di Robert Aldrich, Cicero, Venezia, 2007, ISBN 88-89632-09-7).
- 100 classici del cinema gay. I film che cambiano la vita (1931-1994) (Cicero, Venezia, 2009, ISBN 978-88-89632-20-8).
- Oasi gay - Miti & titani della cultura omosessuale e lesbica (Cicero, Venezia, 2010, ISBN 978-88-89632-25-3).
- "Dieux, Héros & Titans" (in Delos - Le peintre des dieux, héros et mythologies di Frédéric Desclos, Galerie Delos, Pressigny les Pins, 2013).
- L'estate di un ghiro - Il mito di Lord Byron attraverso la vita, i viaggi, gli amori, le opere (Cicero, Venezia, 2013, ISBN 978-88-89632-39-0).
- "Lo stile del destino" (in Corti d'autore. 16 autori raccontano il cinema, Museo Nazionale del Cinema, Torino Gay & Lesbian Film Festival, Torino, 2015, ISBN 978-88-96469-18-7).
- I frutti acerbi. Lord Byron, gli amori & il sesso (Cicero, Venezia, 2016, ISBN 978-88-89632-42-0).
- "Una vita palpitante: un profilo storico-biografico" (in Giovanni Segantini. Magia della luce, a cura di Elisa Pajer e Elia Romanelli, Marsilio, Venezia, 2017, ISBN 978-88-317-2686-3).
- L'estate di un ghiro. Il mito di Lord Byron (Cicero, Venezia, 2018, ISBN 978-88-89632-45-1).
- The Sour Fruit. Lord Byron, Love & Sex (Rowman & Littlefield, Lanham (MD), 2019, coedito assieme alla John Cabot University Press, Roma, ISBN 9781611496819, electronic ISBN 9781611496826).
- "Pisa & Albaro" (in Byron in Italia, a cura di Gregory Dowling e Diego Saglia, Minerva, Bologna, 2020, ISBN 978-8833243238).
- Intervista impossibile a Lord Byron & altri saggi (Cicero, Venezia, 2022, ISBN 978-88-89632-48-2).
- Icone gay nell'arte. Marinai • angeli • dei (De Luca, Roma, 2022, ISBN 978-88-6557-545-1)
- “Lo schermo (ri)velato. Le trascrizioni cinematografiche di Maurice di James Ivory e Carol di Todd Haynes” (in Espressione e nascondimento identitario in letteratura e nel cinema. (Giornata di studi) A cinquant’anni dalla pubblicazione di Maurice di Forster, a cura di Gian Pietro Leonardi e Luigi Malaroda (Mimesis, Milano, 2023, ISBN 978-88-5759-877-2).
- Byron contemporaneo. Sogni, bisogni, maschere e ossessioni del maestro del romanticismo, con Giampiero Corelli, Giulia Melandri e Daniela Ferrari (Danilo Montanari Editore, Ravenna, 2024, ISBN 979-12-80750-44-0).
- Il rovinismo di Lord Byron nell'opera di Marco Filiberti (Titivillus, Corazzano, 2024, ISBN 978-88-7218-484-4)
- Una piccola goccia d'inchiostro (Il ramo e la foglia, Roma, 2025, ISBN 979-12-80223-47-0)